# 董繼文
董繼文（？—？），字克載，號又莘，河南睢州人。明朝政治人物。

## 生平
董繼文於嘉靖三十一年（1552年）中式壬子科舉人。此後久困科場，萬曆十七年（1589年）方登己丑科進士，时年七十，歷官南京刑部郎中，三十六年（1608年）官南京大理寺右寺正。

## 家族
曾祖董宽；祖董明，同知；父董應時。